# Крок (Оаза)
Крок (фр. Crocq) насеље је и општина у североисточној Француској у региону Пикардија, у департману Оаза која припада префектури Бове.
По подацима из 2011. године у општини је живело 189 становника, а густина насељености је износила 60,97 становника/km². Општина се простире на површини од 3,1 km². Налази се на средњој надморској висини од 178 метара (максималној 187 m, а минималној 145 m).

## Демографија
| 1962. | 1968. | 1975. | 1982. | 1990. | 1999. | 2011. |
| ----- | ----- | ----- | ----- | ----- | ----- | ----- |
| 108   | 130   | 108   | 93    | 122   | 156   | 189   |

График промене броја становника у току последњих година